# National Hockey League 1954/1955
National Hockey League 1954/1955 var den 38:e säsongen av NHL. 6 lag spelade 70 matcher i grundserien innan Stanley Cup inleddes den 22 mars 1955. Stanley Cup vanns av Detroit Red Wings som tog sin 7:e titel, efter finalseger mot Montreal Canadiens med 4-3 i matcher.
Montreal Canadiens Bernie Geoffrion vann poängligan med 75 poäng, 38 mål och 37 assist.

## Grundserien
| Nr | Lag                 | S  | V  | O  | F  | GM  | IM  | MS  | P  |
| -- | ------------------- | -- | -- | -- | -- | --- | --- | --- | -- |
| 1  | Detroit Red Wings   | 70 | 42 | 11 | 17 | 204 | 134 | +70 | 95 |
| 2  | Montreal Canadiens  | 70 | 41 | 11 | 18 | 228 | 157 | +71 | 93 |
| 3  | Toronto Maple Leafs | 70 | 24 | 22 | 24 | 147 | 135 | +12 | 70 |
| 4  | Boston Bruins       | 70 | 23 | 21 | 26 | 169 | 188 | −19 | 67 |
| 5  | New York Rangers    | 70 | 17 | 18 | 35 | 150 | 210 | −60 | 52 |
| 6  | Chicago Black Hawks | 70 | 13 | 17 | 40 | 161 | 235 | −74 | 43 |

## Poängligan 1954/1955
Not: SM = Spelade matcher, M = Mål, A = Assists, Pts = Poäng
| Spelare          | Lag                | SM | M  | A  | Pts |
| ---------------- | ------------------ | -- | -- | -- | --- |
| Bernie Geoffrion | Montreal Canadiens | 70 | 38 | 37 | 75  |
| Maurice Richard  | Montreal Canadiens | 67 | 38 | 36 | 74  |
| Jean Beliveau    | Montreal Canadiens | 70 | 37 | 36 | 73  |
| Earl Reibel      | Detroit Red Wings  | 70 | 25 | 41 | 66  |
| Gordie Howe      | Detroit Red Wings  | 64 | 29 | 33 | 62  |

## Slutspelet 1955
4 lag gjorde upp om Stanley Cup-pokalen, matchserierna avgjordes i bäst av sju matcher.
Semifinaler
Detroit Red Wings vs. Toronto Maple Leafs
| Datum   | Hemma               | Mål | Borta               | Mål |
| ------- | ------------------- | --- | ------------------- | --- |
| 22 mars | Detroit Red Wings   | 7   | Toronto Maple Leafs | 4   |
| 24 mars | Detroit Red Wings   | 2   | Toronto Maple Leafs | 1   |
| 26 mars | Toronto Maple Leafs | 1   | Detroit Red Wings   | 2   |
| 29 mars | Toronto Maple Leafs | 0   | Detroit Red Wings   | 3   |

Detroit Red Wings vann semifinalserien med 4-0 i matcher
Montreal Canadiens vs. Boston Bruins
| Datum   | Hemma              | Mål | Borta              | Mål | Not      |
| ------- | ------------------ | --- | ------------------ | --- | -------- |
| 22 mars | Montreal Canadiens | 2   | Boston Bruins      | 0   |          |
| 24 mars | Montreal Canadiens | 3   | Boston Bruins      | 1   |          |
| 27 mars | Boston Bruins      | 4   | Montreal Canadiens | 2   |          |
| 29 mars | Boston Bruins      | 3   | Montreal Canadiens | 4   | SD 03:05 |
| 31 mars | Montreal Canadiens | 5   | Boston Bruins      | 1   |          |

Montreal Canadiens vann semifinalserien med 4-1 i matcher

## Stanley Cup-final
Detroit Red Wings vs. Montreal Canadiens
| Datum    | Hemma              | Mål | Borta              | Mål | Spelplats                |
| -------- | ------------------ | --- | ------------------ | --- | ------------------------ |
| 3 april  | Detroit Red Wings  | 4   | Montreal Canadiens | 2   | Detroit Olympia, Detroit |
| 5 april  | Detroit Red Wings  | 7   | Montreal Canadiens | 1   | Detroit Olympia, Detroit |
| 7 april  | Montreal Canadiens | 4   | Detroit Red Wings  | 2   | Forum, Montreal          |
| 9 april  | Montreal Canadiens | 5   | Detroit Red Wings  | 3   | Forum, Montreal          |
| 10 april | Detroit Red Wings  | 5   | Montreal Canadiens | 1   | Detroit Olympia, Detroit |
| 12 april | Montreal Canadiens | 6   | Detroit Red Wings  | 3   | Forum, Montreal          |
| 14 april | Detroit Red Wings  | 3   | Montreal Canadiens | 1   | Detroit Olympia, Detroit |

Detroit Red Wings vann finalserien med 4-3 i matcher

## NHL awards
| 1954–55 NHL awards            | 1954–55 NHL awards                   |
| ----------------------------- | ------------------------------------ |
| Prince of Wales Trophy:       | Detroit Red Wings                    |
| Art Ross Memorial Trophy:     | Bernie Geoffrion, Montreal Canadiens |
| Calder Memorial Trophy:       | Ed Litzenberger, Chicago Black Hawks |
| Hart Memorial Trophy:         | Ted Kennedy, Toronto Maple Leafs     |
| James Norris Memorial Trophy: | Doug Harvey, Montreal Canadiens      |
| Lady Byng Memorial Trophy:    | Sid Smith, Toronto Maple Leafs       |
| Vezina Trophy:                | Terry Sawchuk, Detroit Red Wings     |

## All-Star
| Första                              | Position | Andra                                |
| ----------------------------------- | -------- | ------------------------------------ |
| Harry Lumley, Toronto Maple Leafs   | M        | Terry Sawchuk, Detroit Red Wings     |
| Doug Harvey, Montreal Canadiens     | B        | Bob Goldham, Detroit Red Wings       |
| Red Kelly, Detroit Red Wings        | B        | Fern Flaman, Boston Bruins           |
| Jean Beliveau, Montreal Canadiens   | C        | Ken Mosdell, Montreal Canadiens      |
| Maurice Richard, Montreal Canadiens | HF       | Bernie Geoffrion, Montreal Canadiens |
| Sid Smith, Toronto Maple Leafs      | VF       | Danny Lewicki, New York Rangers      |